# Chiesa di San Martino (Faicchio)
La chiesa di San Martino è un piccolo edificio religioso medievale in rovina, posto nei presi della contrada Porti di Faicchio. Attorno alla chiesa è stato rinvenuto qualche frammento ceramico romano-imperiale e altri di età medievale. San Martino è fra le chiese i cui benefici, nel 1446, vengono annessi alla collegiata di Santa Maria Maggiore di Faicchio. La si ritrova ancora nel 1685 in occasione di una Santa Visita: vi era un'immagine del santo sopra l'ingresso, mentre l'altare aveva una tela con la Vergine e il Bambino, con i santi Antonio e Martino ai due lati.

## Descrizione
La chiesa presenta un'unica navata terminante in un'abside, di ridotte dimensioni e molto simile alla vicina chiesa di San Lorenzo, ma con una maggiore cura nella costruzione dell'arcata in tufo dell'abside. Si presenta priva di tetto ed abbandonata, e la parete anteriore è crollata. L'accesso alla chiesa si trova sul fianco destro della navata.
Nell'abside è visibile un affresco, non facilmente interpretabile perché coperto di intonaco.